# Ehemalige Synagoge Lemförde
Die ehemalige Synagoge Lemförde war das Bethaus der jüdischen Gemeinde im niedersächsischen Flecken Lemförde. Das heute denkmalgeschützte Gebäude unter der Adresse Hauptstraße 53 gilt - neben ähnlichen Synagogenbauten in Wagenfeld und in Rehburg-Loccum -  als am „besten erhaltenes Glaubenshaus in der Region.“

## Geschichte und Beschreibung
Als frühester Beleg der Bildung einer jüdischen Gemeinde in Lemförde gilt Ende des 17. Jahrhunderts die Familie des Levi Heidemann, der 1694 einen Schutzbrief erhalten hatte.
Etwa mit Beginn der sogenannten „Franzosenzeit“ im Kurfürstentum Braunschweig-Lüneburg ab 1806 und bis zu seinem Tod war Moses Jacob Kugelmann, der Vater des Gynäkologen Louis Kugelmann, Vorsteher der Lemförder Synagoge. Kugelmann erwarb im Jahr 1817 von dem Bürger „Kämper“ das kurz zuvor im Kern um 1815 als schlichtes Fachwerkhaus errichtete Gebäude an der Lemförder Hauptstraße und ließ das Bauwerk zu einem Bet-, Schul- und Wohnhaus umfunktionieren. Die Synagoge wurde im hinteren, östlichen Teil des Hauses unter einem Tonnengewölbe mit beidseitigen Rundbogenfenstern eingerichtet. Für die Männer wurde eine Bestuhlung an den Seitenwänden aufgestellt, während die Frauen auf einer Empore dem Gottesdienst beiwohnten. Hinter dem Ewigen Licht und einem Lesepult für die Torarollen war der Tora-Schrein hinter einem Vorhang aufgestellt.
Es wird vermutet, das sich auf dem Grundstück auch ein jüdisches Ritualbad, eine Mikwe befand.

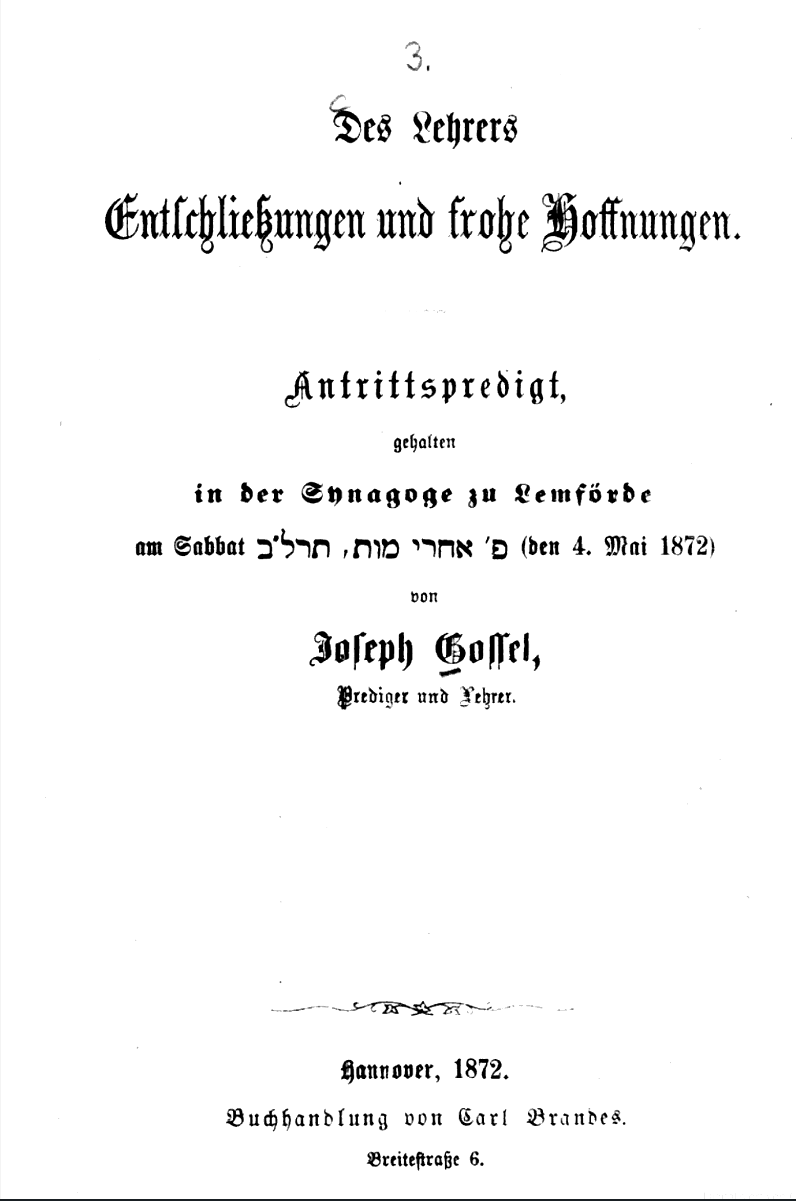
Titelblatt der Antrittspredigt des Rabbiners Joseph Gossel vom Sabbat am 4. Mai 1872;
Buchhandlung von Carl Brandes in Hannover

1850 wurde das Bauwerk durch einen Giebel und eine zur Hauptstraße mit gelben Klinkern ausgestaltete Fassade ergänzt. Eine über dem Eingang installierte Steinplatte kündete mit einer religions-liberalen Inschrift „Mein Haus ist ein Bethaus für alle Völker.“
Am 4. Mai 1872 hielt der beinahe noch jugendliche, 1852 geborene Lehrer und Rabbiner Josef Gossel in der Lemförder Synagoge seine Antrittspredigt, die er noch im selben Jahr in Hannover in Verlag der Buchhandlung von Carl Brandes einem größeren Publikum zugänglich machte; die hebräischen Lettern dazu hielt die Telgener'sche Buchdruckerei vor.
In der Zeit des Nationalsozialismus führte ein örtlicher Lehrer gemeinsam mit anderen NSDAP und SA-Männer während der Novemberpogrome am 9. November 1938 einen Sturm auf die Lemförder Synagoge an. Gemeinsam plünderten sie das Bethaus, meißelten die Inschriftentafel aus dem Giebel und verbrannten anschließend das Mobiliar auf dem Marktplatz des Ortes.
Etwa bis Ende 1938 lebten in der dann geschändeten ehemaligen Synagoge die Geschwister Sophie Silbermann und ihr Bruder Bernhard. Ihr weiteres Schicksal gilt in Lemförde als ungewiss. Bisher konnte nur das Verschwinden der Lemförderin Rosa Leeser belegt werden, die „mit dem Transport CR und der Nummer 763“ deportiert wurde - in das Vernichtungslager Auschwitz.
1943 schließlich konnte der in Diepholz amtierende Landrat vermelden: „Im hiesigen Kreise sind Synagogengemeinden oder jüdische Kulturvereinigungen nicht mehr vorhanden.“
Zuletzt in den 2000er Jahren ging das in Privatbesitz befindliche ehemalige Bethaus an der Hauptstraße an einen neuen Eigentümer.
Von der Geschichte der Juden vor Ort findet sich heute noch der Jüdische Friedhof Lemförde.